# Nenamenska uporaba
Nènaménska uporába (angl. off-label use) pomeni v farmaciji uporabo zdravila, ki ni opredeljena v dovoljenju za promet in se navadno nanaša na terapevtsko indikacijo, populacijo ali odmerjanje.
Primeri nenamenske uporabe zdravil so denimo:
- bevacizumab pri degeneraciji rumene pege;[2]
- buprenorfin pri hudi ponavljajoči se depresiji;[3][4]
- rituksimab pri sistemskem lupusu eritematozusu;[5]
- antidepresiv sertralin za zdravljenje prezgodnjega izliva[6] ...